# 동북변강역사여현상계열연구공정

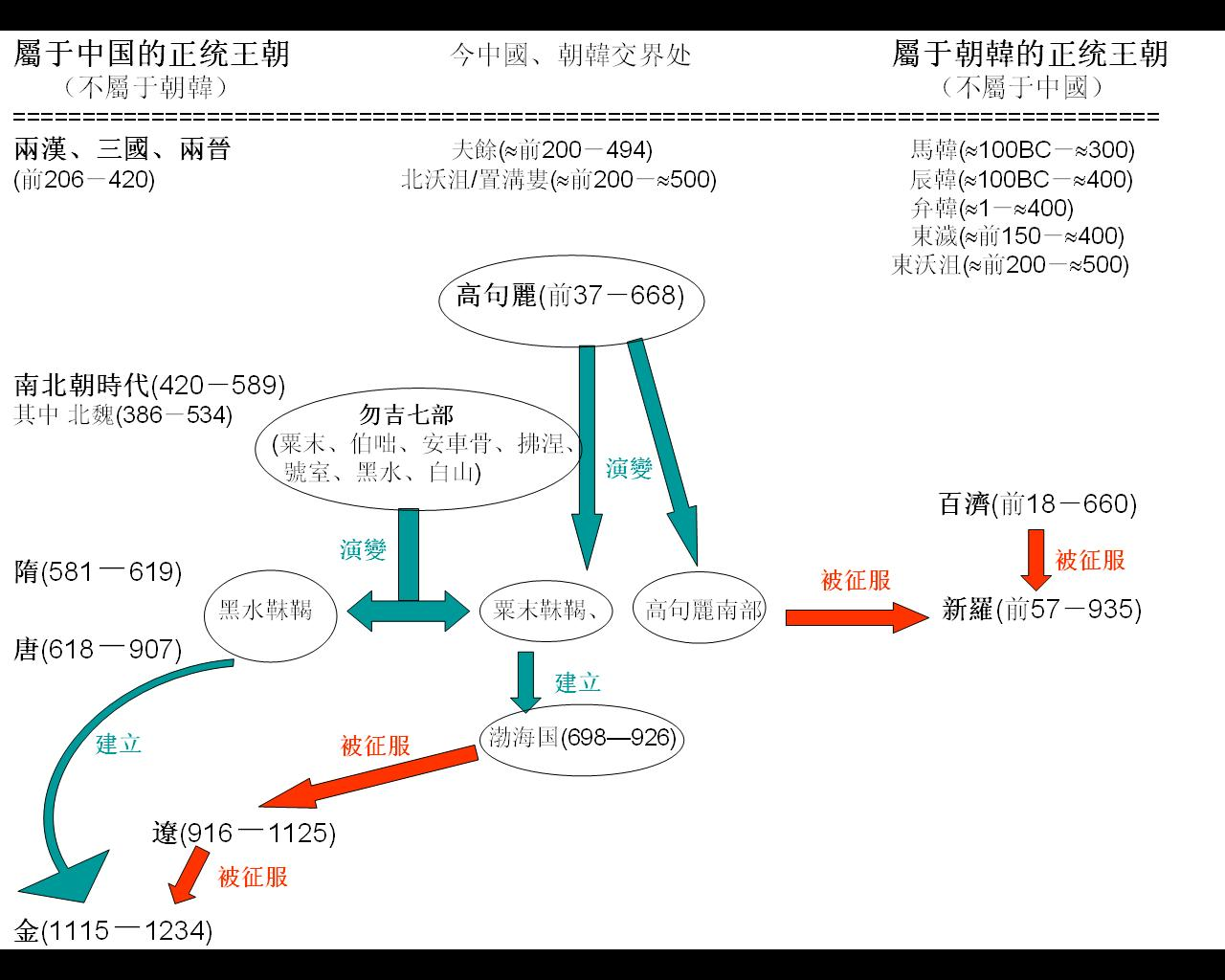

동북변강역사여현상계열연구공정(중국어 간체자: 东北边疆历史与现状系列研究工程, 정체자: 東北邊疆歷史與現狀系列研究工程, 영어: Northeast Project of the Chinese Academy of Social Sciences) 또는 단순히 동북공정(중국어 간체자: 东北工程, 정체자: 東北工程, 영어: Northeast Project)이라고 한다. 

## 개요
1935년 하마다 고사쿠(濱田耕作)나 미즈노 세이이치(水野清一) 등에 의해 내몽골 자치구 츠펑시 훙산허우(紅山後)의 대규모의 조사가 이루어졌다. 전후 각지에서 발굴이 잇달았으며, 채도와 세석기의 특징을 가진 이 문화는 1954년 훙산허우를 기념하여 '훙산 문화'라고 명명되었다. 홍산문화는  약B.C3000년전까지 거슬러 올라간다. 양쯔강에서 발원한 중국한족 문화는 하ㅡ은ㅡ주(약B.C2200)년까지만 거슬러올라간다. B.C2200~3000년 역사를 설명하기 어려운 중국은 단군조선 (B.C2333)이전의 역사인 환웅시대 즉 배달제국시대(B.C3898~B.C2333)를 포섭하기위하여 단군과 환웅(치우천황)을 중국의 시조로 편입하는 작업을 하고있다. 기존에는 황제헌원만 중국시조로 삼고있었다.
그후로 1984년에 흙으로 빚은 여신의 얼굴상이 출토되었다. 랴오닝성 차오양 시 뉴허량(牛河梁) 여신묘(女神庙)로 국가1급문물로 지정되어 랴오닝 성 고고학 연구소(辽宁省考古研究所)에 소장되어 있으며 2002년 64건의 금지출국전람문물 중 하나로 지정되었다.
이와 함께 진행하고 있는 랴오허 공정(遼河工程)은 중화인민공화국 동북부 랴오허 지역의 역사와 현황에 관련하여 제시된 공정의 하나로 정식 명칭은 2003년 6월부터의 '중화문명탐원공정'이며 일명 뿌리찾기 운동을 말한다.

## 동북공정의 목적
대한민국의 학계에서는 중화문명탐원공정은 중화인민공화국의 시간적 영토를 확장하려는 것으로 평가하고 동북·서남·서북공정은 공간적 영토를 넓히려는 작업으로 바라보고 있다. 동북 공정은 고구려와 고려의 연원적 관계를 끊고 고구려와 한국의 연원적 관계성을 끊는 것을 목적으로 삼음으로써 중화인민공화국 내에서도 공개적 반론이 제기되기도 하였다.

## 대표적인 주장
중화인민공화국의 동북공정에서는 고구려가 중국 소수민족의 지방 정권이라고 주장하고 있다.
고구려의 종족은 중국 소수민족이었다?
고구려는 중국 영토내에 건국되어 그 범위가 한사군(중국이 만든 4개의 행정구역)을 벗어나지 못했다?
고구려 멸망 후 고구려 주민들이 한족에 흡수되었기 때문에 고구려가 중국의 지방 정권이었다?

### 고구려사 정통성 비교
| 국가 | 국호          | 민족   | 중심지                   | 역사서                                             | 유산                         |
| ---- | ------------- | ------ | ------------------------ | -------------------------------------------------- | ---------------------------- |
| 한국 | 코리아(Korea) | 한민족 | 평양                     | 삼국사기, 삼국유사, 삼국사절요, 제왕운기, 동명왕편 | 고구려 고분군                |
| 중국 |               |        | 환런(졸본), 지안(국내성) |                                                    | 고대 고구려 왕국 수도와 묘지 |

- 역사 속인주의 관점

→현대 한국의 영문 국호는 코리아(Korea)로 고구려의 5세기 국호 고려에서 기원하였다. 또한 한국은 역사적으로 고려 왕조의 삼국사기, 조선 왕조의 삼국사절요 등 고구려를 꾸준히 자국사로 인식하였으며 고구려의 지배층인 예맥족은 진한족과 함께 한민족의 조상으로 여겨지고 있다. 반면 중국이 고구려를 자국사로 인식한 흔적은 찾아볼 수 없으며 과연 중국의 말처럼 현대의 동북3성 주민이 고구려의 문화와 정체성을 이었는지에 대해선 검증된 게 없는 상태이다. 애초에 동북3성 주민의 대부분은 산둥 반도에서 이주한 한족들의 후손이다.
- 역사 속지주의 관점

→그 나라의 인구 대부분과 종묘사직은 보통 중심지에 위치하므로 그 역사에 대한 영유권을 주장하려면 중심지의 유무가 가장 중요하다. 중국은 고구려 초중기 중심지인 환런(졸본), 지안(국내성)와 그 유적인 고대 고구려 왕국 수도와 묘지를 보유하고 있으나 한국도 고구려 중후기의 중심지인 평양과 그 유적인 고구려 고분군을 보유하고 있어 기존의 인식과 달리 속지주의 관점에서도 중국이 딱히 한국보다 정통성있다 보기 힘들다. 또한 그 비등하다는 속지주의마저도 디테일하게 따지면 평양쪽이 비교적 최근의 수도였기 때문에 현대인과 더 밀접하고, 중국의 지방 관리를 상대하는 수준이었던 졸본·국내성 시대와 달리 고수전쟁·고당전쟁 같은 대규모 국지전을 치른 평양 시대에 상징성이 좀 더 있는 게 사실이다.
- 결론

→속지주의 관점만 보면 고구려에 대한 정통성은 두 지역이 같거나 혹은 상징성에서 한국이 앞선다. 여기에 속인주의 관점을 더하면 고구려사가 한국사임은 분명해진다.

## 동북공정 과제별 분포
동북아역사재단 《스트래티지21》(2006년 겨울호)에서 밝힌 〈중국의 동북공정과 한국의 대응〉 논문의 과제별 분포
| 한국고대사 | 한중관계 | 동북지방사 | 중-러 관계 | 한반도 문제 | 기타  | 합계(단위: 개) |
| 33(30%)    | 18(17%)  | 27(25%)    | 18(17%)    | 5(5%)       | 6(6%) | 107(100%)      |

## 같이 보기
- 국사수정공정(NHRP)
- 해양변강공정(海洋邊疆工程, marine frontier project) & 도련선 전략
- 서북공정
- 서남공정
- 북방공정(北方工程, northward project) - 몽골과 시베리아 극동을 포함한 우랄산맥 동쪽 전역
- 남방공정(南方工程, southward project) - 인도차이나 반도는 물론 인도네시아와 필리핀 등 동남아시아 전역
- 류큐공정(琉球工程, Ryukyu project)
- 아이누 공정(阿伊努族工程, Ainu project)
- 고려회가(高麗回家)
- 수서령(收書令) - 조선시대 세조, 예종, 성종 때 8도 관찰사들에게 명령하여 예로부터 전해져 오는 희귀 역사서적들을 거두어들인 일
- 병아리 계획(小鷄計劃, 샤오지 계획) - 1단계 북한 북부, 2단계 북한 남부, 3단계 한반도 전역 점령 계획
- 공정
  - 초한전(超限戰, en:Unrestricted Warfare) - 주로 중국공산당이 평시에 수단과 방법을 가리지 않고 전 사회적 분야에 걸쳐서 매수회유 공작전쟁
- 천인계획(千人計劃, en:Thousand Talents Plan)
- 중화문명 전파공정(中華文明 傳播工程) & 공자학원
  - 국사수정공정
    - 만주
    - 외만주
    - 사할린섬
    - 간도
    - 고조선
    - 부여
    - 고구려
    - 발해
    - 백두산
    - 조선족

  - 서남공정
    - 티베트
    - 티베트자치구
    - 티베트족
    - 미얀마
    - 부탄
    - 네팔

  - 인도양공정
    - 진주목걸이 전략
    - 스리랑카

  - 서북공정
    - 신장위구르자치구
    - 위구르족

  - 북방공정
    - 내몽골자치구
    - 몽골족

  - 남방공정
    - 비엣족

  - 요하공정
    - 훙산 문화

  - 탐원공정
  - 동남공정 및 해양공정
    - 타이완
    - 양안통일
    - 대만문제
    - 댜오위다오
    - 댜오위다오 분쟁
    - 이어도
    - 베트남
    - 남월
    - 난하이 제도
    - 남중국해
    - 남중국해의 영토 분쟁

  - 하상주 단대공정(夏‧商‧周 斷代工程)
- 단체
  - 동북아역사재단(NAHF)
  - 변강사지 연구중심
  - 중국사회과학원(CASS)
- 사건
  - 고구려 역사 논쟁
  - 한중 관계
- 사상
  - 만선사관
  - 식민사관
  - 존화양이
  - 중국민족주의
  - 중화사상
  - 통일적 다민족국가론
  - 화이동근
- 지명
  - 중국동북지구
  - 헤이룽장성
  - 지린성
  - 랴오닝성
  - 베이징시
  - 박작성 & 호산장성
- 책
  - 산해경
  - 사기
  - 24사
  - 구당서
  - 신당서
  - 자치통감